# Славко Станчир
Славко Станчир Јурек (Дуденац, код Сесвета, 8. март 1925 — Сесветски Краљевец, код Сесвета, 30. јун 1944), учесник Народноослободилачке борбе и народни херој Југославије.

## Биографија
Рођен је 8. марта 1925. године у Дуденцу код Сесвета у близини Загреба. Веома млад је почео да ради као тесарски радник. Године 1938. приступио је радничком покрету. Због његове активности, Савез комунистичке омладине Југославије га је већ 1939. године примио за члана.
Непосредно пред окупацију, а посебно после капитуалције Југославије априла 1941, радио је на организовању оружаног устанка. Сакупљао је оружје, муницију, санитетски и други материјал. Растурао је илегалну штампу и летке, учествовао у саботажама и радио на окупљању антифашистички расположене омладине.
Народноослободилачком покрету се прикључио 1941. године. Од јула се налазио у једној омладинској групи која је дејствовала на комуникацији Загреб-Вараждин.
У јесен 1942. године, Станчир је постао секретар Котарског комитета СКОЈ-а у Зелини, а касније и члан Окружног комитета СКОЈ-а за Загреб. Исте године постао је и члан Комунистичке партије Хрватске. Као скојевски руководилац и припадник илегалних партизанских група, организовао је и вршио низ акција против непријатеља у околици Загреба. Тако је половином 1943. године са још четири омладинца на путу између Загреба и Дугог Села напао колону усташке жандармерије. У тој акицји убили су неколико усташа.
Неке од осталих акција које је успешно извршио биле су паљење веће количине усташког жита и напад на кола са немачким официрима на путу између Загреба и Вараждина. Том је приликом убијен немачки генерал, а неколико је официра било рањено.
Станчир је организовао и сталне омладинске ударне групе, с акојима је оперисао у Краљевцу, Жерјанцу, Планини, Главници, Буњаку и другим селима. Ове су групе извршиле низ успелих акција у којима су одузимале непријатељу оружје. Посебно је била запажена акција ударне омладинске групе рушења телефонско-телеграфских стубова код села Жеравице.
Станчир је у пролеће 1943. организовао и слао нове борце у партизане. Његова последња акција била је почетком 1944. године, када је зауставио саобраћај на путу према Зелини. Том приликом заробио је неколико непријатељских војника и официра, али га је ускоро опколила усташка жандармерија из Церја. Славко је пружио отпор, али су га рањеног усташе ухватили. Био је подрвгнут мучењу и испитиван. Пошто нису од њега могли да добију информације, усташе су га обесили на железничкој станици у Сесветском Краљевцу, 30. јуна 1944. године.
Указом председника Федеративне Народне Републике Југославије Јосипа Броза Тита, 27. новембра 1953. године, проглашен је за народног хероја.